# John Adams (arquitecto)
John Adams (Brighton, finales de siglo XIX - Londres, 1938) fue un arquitecto británico, de prolífica actuación en Uruguay.
Egresado de la Escuela de Bellas Artes de South Kensington, a fines del siglo XIX llegó a Uruguay. Revalidó su título en la Universidad de la República.

## Selección de obras
- Hospital Británico
- Edificio London París (también conocido como Standard Life)
- Teatro Victoria
- Teatro Sala Verdi
- Hotel Balneario de los Pocitos